# Ádám Darázs
Ádám Darázs (ur. 23 czerwca 1975) – węgierski sztangista i strongman.
Jeden z najlepszych węgierskich siłaczy. Czterokrotny Mistrz Węgier Strongman w latach 1999, 2003, 2004 i 2005.

## Życiorys
Ádám Darázs zadebiutował na zawodach siłaczy w 1997 r.
Mieszka w mieście Győr.
Wymiary:
- wzrost 195 cm
- waga 155 kg

## Osiągnięcia strongman
- 1998
  - 2. miejsce – Mistrzostwa Węgier Strongman
- 1999
  - 1. miejsce – Mistrzostwa Węgier Strongman
- 2000
  - 2. miejsce – Mistrzostwa Węgier Strongman
- 2001
  - 2. miejsce – Mistrzostwa Węgier Strongman
- 2002
  - 4. miejsce – Mistrzostwa Węgier Strongman
- 2003
  - 1. miejsce – Mistrzostwa Węgier Strongman
- 2004
  - 1. miejsce – Mistrzostwa Węgier Strongman
  - 10. miejsce – Mistrzostwa Europy Strongman 2004
- 2005
  - 1. miejsce – Mistrzostwa Węgier Strongman
  - 4. miejsce – Grand Prix IFSA Strongman 2005
  - 9. miejsce – Grand Prix IFSA Danii